# Pierre Lambert
Pierre Lambert, född Pierre Boussel 9 juni 1920 i Paris, död 16 januari 2008 i Champcueil, var en fransk trotskistisk politiker. Han var partiordförande för Parti Communiste Internationaliste (PCI). År 1988 ställde han upp i presidentvalet i Frankrike som ordförande för Mouvement pour un parti des travailleurs (MPPT); han kom på sista plats.

## Biografi
År 1934 gick Lambert med i den ungkommunistiska rörelsen och blev inom kort trotskist. Fyra år senare anslöt han sig till Pierre Franks och Raymond Moliniers Parti Communiste Internationaliste (PCI). Han greps av den tyska ockupationsmakten men rymde ur fångenskapen. Han verkade i hemlighet och utgav tidningen La Vérité. Efter kriget blev Lambert en av ledarna för PCI. År 1952 splittrades partiet och Lambert ledde den grupp som motsatte sig Michel Pablo, som manade till entrism sui generis.
I Fjärde internationalen lierade sig Lambert med James Cannon från USA och Gerry Healy från Storbritannien. Under Algerietrevolten stödde Lamberts grupp Mouvement National Algérien, som var motståndare till Front de Libération Nationale; detta ledde till bittra stridigheter inom partiet och gentemot andra trotskistiska grupperingar.
År 1992 grundade Lambert Parti des Travailleurs som ombildades till Parti ouvrier indépendant i samband med Lamberts död 2008.
Vid Lamberts begravning närvarade 2000 personer; han är gravsatt på Père-Lachaise.